# Jesse Gelsinger
Jesse Gelsinger (18. junij 1981 - 17. september 1999) je prvi bolnik, ki je umrl zaradi genskega zdravljenja. Imel je okvaro jetrnega encima ornitin transkarbamilaze (OTC), ki kontrolira metabolizem amonija. Gre za X-vezano gensko bolezen. 
13. septembra 1999 so uporabili adenovirusni vektor, ki je imel zapis za izražanje OTC. Po inficiranju z vektorjem se vektor ni dostavil samo v jetra, temveč tudi v druga tkiva. Prišlo je do sistematičnega vnetnega odziva. Bolnik je dobil visoko vročino, kateri je sledila koma in nazadnje smrt. Kot navaja FDA (Food and Drug Administration) naj bi bilo kršenih več pravil:
- FDA ni bila obveščena o tem, da sta imela predhodna bolnika zdravljenja na enak način, zelo resne težave
- raziskovalci niso sporočili, da sta pri izvajanju poskusov na dveh opicah, obe umrli
- prav tako naj bi imel Gelsinger visoko poškodbo ledvic, zato naj se nebi izvedli poskusi.

Verjetno Gelsinger ni bil edini, ki je umrl zaradi genskega zdravljenja, zato je pomembno v prvi vrsti zagotoviti varnost bolnika.